# Никольское (Ореховский район)
Нико́льское (укр. Микільське) — село,
Никольский сельский совет,
Ореховский район,
Запорожская область,
Украина.
Код КОАТУУ — 2323983501. Население по переписи 2001 года составляло 323 человека.
Является административным центром Никольского сельского совета, в который, кроме того, входят сёла
Новосолошино и
Тимошевка.

## Географическое положение
Село Никольское находится на расстоянии в 1 км от села Тимошевка, в 2-х км от сёл Новосолошино и Червоный Яр.
По селу протекает пересыхающий ручей с запрудами.
Через село проходит автомобильная дорога Т-0408.

## История
- 1918 год — дата основания как село Никольское-Второе.
- В 1958 году переименовано в село Никольское.

## Экономика
- «Таврия», КСП.

## Объекты социальной сферы
- Школа I—II ст.
- Детский сад.
- Дом культуры.
- Участковая больница.

## Достопримечательности
- Братская могила 20 советских воинов.